# HD 8803
HD 8803，又名BD+02 211，SAO 109895、HR 419，是一颗恒星，视星等为6.58，位于銀經139.88，銀緯-58.16，其B1900.0坐标为赤經1h 21m 43.4s，赤緯+3° -58.16′ 59″。